# Кротово (Тюменская область)
Крото́во — село Аромашевского района Тюменской области. Административный центр Кротовского сельского поселения.

## История

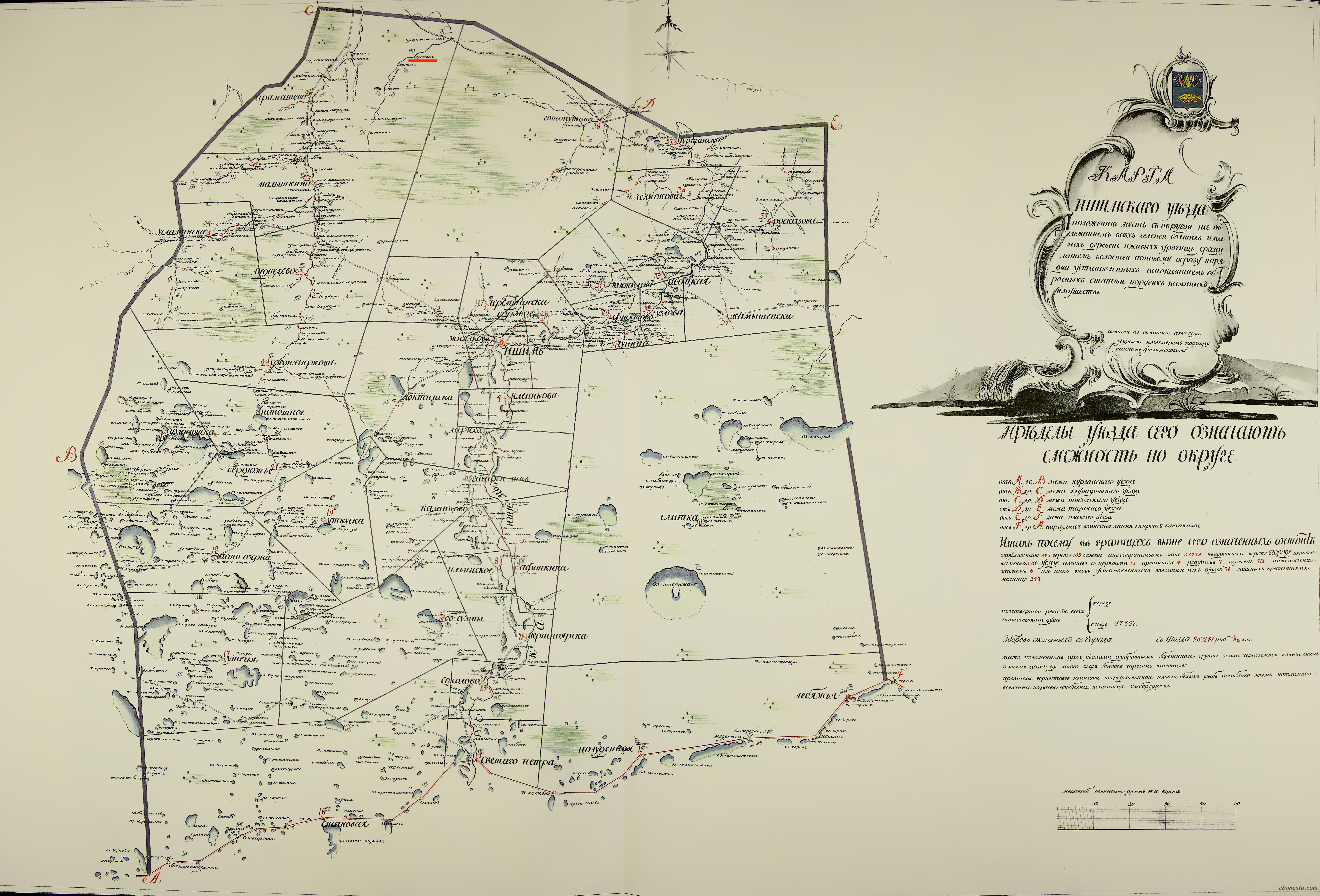

Деревня основана до 1784 годы в составе Аромашевской волости Ишимского уезда Тобольской губернии. Деревня присутствует на картах составленных по описаниям уездного землемера подпоручика Филимонова. В метрических книгах 1788 года говорится о наличии 9 домов с главами семей Игнат Фёдорович Кармацкий (1748 г.р.), Иван Степанович Бёрдов (1753 г.р.), Филипп Степанович Бёрдов (1749 г.р.), Федот Сухих, Семён Панов, Степан Крестьянинов, Василий Усольцев, Григорий Усольцев, Иван Агеев. С января 1824 года в Метрических книгах Кротово именуется как Село. Позже сюда стали селиться крестьяне и ссыльные. С 10 марта 1886 года действовала церковно-приходская школа. Позже село становится центром Кротовской волости Ишимского уезда Тобольской губернии.
В 1929 году был организован первый колхоз.
В 1933 году основана промартель, которая включала в себя швейный, сапожный, мукомольный, крахмальный, колбасный цеха.

## Население
| 1989 | 2002 | 2010 |
| ---- | ---- | ---- |
| 944  | ↘696 | ↘479 |

## Известные уроженцы
Кармацкий, Тимофей Фёдорович